# Mycaranthes mindanaensis
Mycaranthes mindanaensis là một loài thực vật có hoa trong họ Lan. Loài này được (Ames) Cootes & W.Suarez mô tả khoa học đầu tiên năm 2008.